# North Charleston
North Charleston é uma cidade localizada no estado norte-americano da Carolina do Sul, nos condados de Berkeley, Charleston e Dorchester.

## Geografia
De acordo com o United States Census Bureau, a cidade tem uma área de 198,5 km², dos quais 189,6 km² estão cobertos por terra e 8,9 km² por água.

### Localidades na vizinhança
O diagrama seguinte representa as localidades num raio de 20 km ao redor de North Charleston.

## Demografia
Segundo o censo nacional de 2010, a sua população é de 97 471 habitantes e sua densidade populacional é de 514,19 hab/km². É a terceira cidade mais populosa da Carolina do Sul. A cidade possui 42 219 residências, que resulta em uma densidade de 222,72 residências/km².